# Qieyang Shijie
Qieyang Shenjie, även stavat Shijie, född 11 november 1990, är en kinesisk gångare.

## Karriär
Shenjie blev olympisk guldmedaljör på 20 kilometer gång vid sommarspelen 2012 i London. Ursprungligen blev hon bronsmedaljör men efter att både Olga Kaniskina och Jelena Lasjmanova blivit diskvalificerade så flyttades hon upp till guldmedaljör.
I juli 2022 vid VM i Eugene tog Shenjie brons på 20 kilometer gång efter ett lopp på 1 timme, 27 minuter och 56 sekunder. Hon följde upp det med att ta ännu ett brons på den nya mästerskapsgrenen 35 kilometer gång efter ett lopp på 2 timmar, 40 minuter och 37 sekunder, vilket blev ett nytt asiatiskt rekord.